# Jerzy Kurnal
Jerzy Kurnal (ur. 20 sierpnia 1924 w Rzeszowie, zm. 24 września 2010 w Warszawie) – profesor zwyczajny dr hab., prekursor i współtwórca nauk organizacji i zarządzania w Polsce. 

## Życiorys
Urodził się w rodzinie Michała (1892–1953), przedsiębiorcy, i Janiny (1898–1979) Kurnal. W Rzeszowie ukończył szkołę powszechną i gimnazjum Ojców Pijarów. Do liceum humanistycznego uczęszczał w strukturach podziemnych w czasie niemieckiej okupacji.
W 1945 roku zdał maturę i podjął studia w łódzkim oddziale Szkoły Głównej Handlowej. Pracę naukową rozpoczął na III roku studiów pełniąc funkcję asystenta w  Katedrze Ekonomii Politycznej SGH. W 1948 roku uzyskał magisterium i awansował na stanowisko starszego asystenta. W 1950 roku przeniósł się do Szkoły Głównej Planowania i Statystyki w Warszawie. W 1951 roku został mianowany adiunktem, a rok później ukończył pracę doktorską pt. „Analiza rynku w  gospodarce socjalistycznej” napisaną pod kierunkiem Leona Koźmińskiego. W 1954 roku został mianowany zastępcą profesora, a w 1955, po zdaniu wymaganych egzaminów z filozofii marksistowskiej i ekonomii politycznej socjalizmu i po publicznej obronie rozprawy na Wydziale Handlu SGPiS, uzyskał stopień kandydata nauk ekonomicznych (przemianowany później w stopień doktora). W latach 1950–1962 równocześnie pracował na stanowisku kierownika działu naukowego w nowo powstałym Instytucie Handlu i Żywienia Zbiorowego. Odbył zagraniczne staże naukowe w Wyższej Szkole Handlowej w Göteborgu, Wyższej Szkole Handlowej w Kopenhadze i Uniwersytecie w Kolonii. W roku akademickim 1957/58 przebywał w szwedzkim Instytucie Ekonomiki Przedsiębiorstw w Göteborgu, gdzie zdobywał wiedzę o zarządzaniu w systemie wolnego rynku. Na podstawie pracy habilitacyjnej pt. „Usługi handlowe w polskim modelu gospodarczym” w 1960 roku uzyskał stopień naukowy docenta. Został kierownikiem nowo powstałej Katedry Teorii Organizacji i Zarządzania. W roku akademickim 1961/62 odbył roczny staż na uniwersytecie w Pittsburghu. Po powrocie nawiązał kontakty naukowe z Pracownią Ogólnych Problemów Organizacji Pracy PAN. W 1965 roku został powołany na kierownika Katedry Teorii Organizacji i Zarządzania utworzonej na Wydziale Handlu Wewnętrznego. W 1968 roku został profesorem nadzwyczajnym, w 1974 roku profesorem zwyczajnym.
Pracował w wielu uczelniach polskich i zagranicznych, m.in. na Uniwersytecie Śląskim w Katowicach, na Uniwersytecie Marii Curie Skłodowskiej w Lublinie, w filii tej uczelni w Rzeszowie, na Politechnice Rzeszowskiej i w ostatnich 15 latach życia w Wyższej Szkole Menedżerskiej w Warszawie. Jako visiting profesor wykładał m.in. w St. Gallen University, Seton Hall University, New Jersey University.
Był promotorem ponad 20 prac doktorskich. Działał w organizacjach związanych z naukami o zarządzaniu. Przez kilka kadencji był członkiem zarządu i działaczem TNOiK, członkiem Komitetu Nauk o Zarządzaniu PAN, członkiem honorowym obydwu tych organizacji. Działał także w Światowej Organizacji Społeczno-Charytatywnej LIONS. W latach 1968–78 pełnił funkcję redaktora naczelnego kwartalnika „Problemy Organizacji”. W latach 1968–1978 był wiceprezesem Towarzystwa Naukowego Organizacji i Kierownictwa.
Zmarł w Warszawie, pochowany 4 października 2010 w grobie rodzinnym na cmentarzu komunalnym Pobitno w Rzeszowie (sektor XIV-6-1).

## Odznaczenia
- Medal 10-lecia Polski Ludowej (22 lipca 1955)[7]
- Medal im. Karola Adamieckiego[8]
- Złota Odznaka Honorowa TNOiK[8]